# Музыкальная этнография

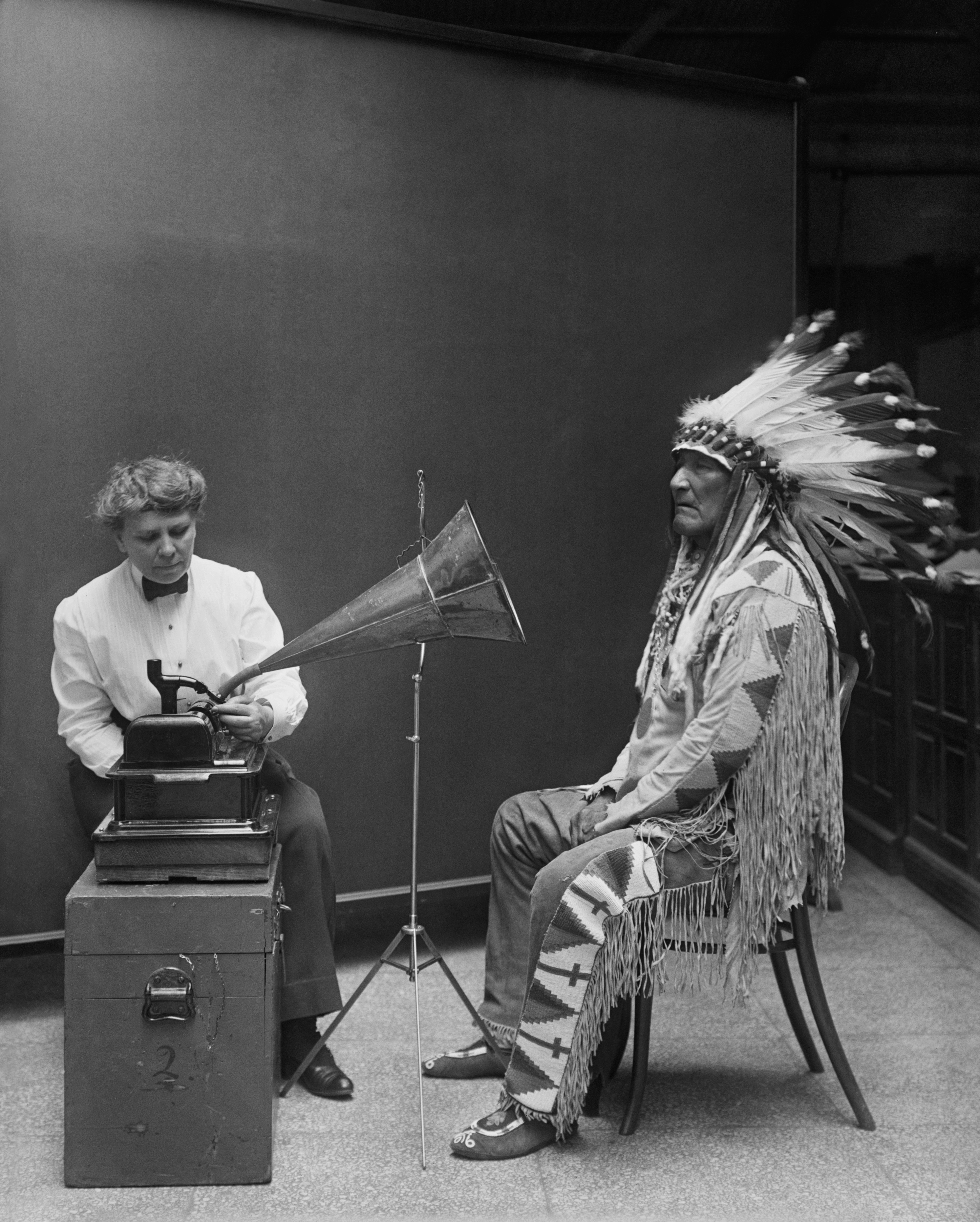
Этнограф Фрэнсис Дансмур в 1916 году производит фонографическую запись вождя черноногих.

Музыка́льная этногра́фия (от греч. ἔθνος — народ и γράφω — пишу) — научная дисциплина, посвящённая изучению народной музыки. Находится на стыке музыковедения, этнографии и фольклористики. Также известна под названиями этномузыкознание, музыкальная фольклористика, музыкальная этнология (в немецкоязычных и славяноязычных странах), сравнительное музыкознание (ряд стран Европы), этномузыкология (в англоязычной и франкоязычной науке). Изучает традиционную бытовую (прежде всего фольклорную) музыкальную культуру по письменным и археологическим источникам, сохранившейся народной традиции, фиксируемой в ходе фольклорных экспедиций.

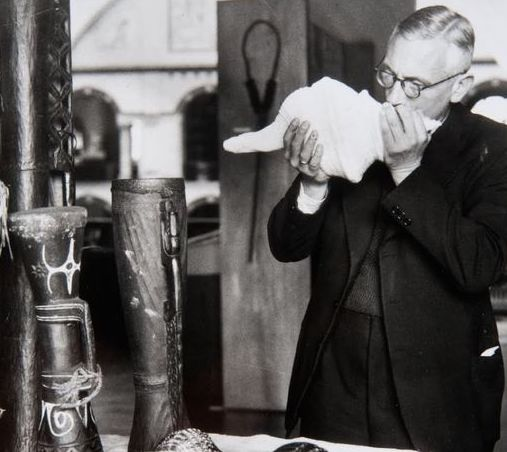
Яап Кунст, один из первых музыкальных этнографов и автор термина «этномузыкология», играет на индонезийском тритоне среди других традиционных индонезийских инструментов

Специалистов в области музыкальной этнографии готовят на соответствующих отделениях консерваторий.